# Кинг, Джо
Джо Кинг (англ. Joe King; род. 25 мая 1980 в штате Колорадо) — гитарист, бэк-вокалист, композитор и сооснователь рок-группы The Fray.

## Ранние годы
Учился в христианской академии в городе Арвада. В школьные годы Джо совмещал учёбу и работу оценщиком ущерба автомобилей.
Научился играть на пианино в раннем возрасте, но потом бросил, и полностью перешёл на гитару.

«Самые крутые парни в моём восьмом классе играли на гитаре. Я хотел вписаться в коллектив.», — Джо Кинг.

## Карьера
Весной 2002 года, в одном из музыкальный магазинов Денвера, произошла встреча Кинга с вокалистом и пианистом Айзеком Слэйдом, которая и положила начало создания группы The Fray. До этой встречи Кинг играл в группах «Spruce» и «Fancy's Show Box».
The Fray окончательно сформировалась после добавления в коллектив гитариста Дэйва Уэлша и барабанщика Бена Высоцки.
В 2002-м году The Fray выпускают мини-альбом «Movement EP». Голос Кинга прозвучал в двух композициях: «It's for You» и «Where You Want To».
В 2003-ом году группа выпускает «Reason EP», а через год заключает контракт с лейблом Epic Records.
Дебютный альбом The Fray — «How to Save a Life», выходит в 2005-м году, и приносит музыкантам массовую популярность. Помимо игры на гитаре, Кинг спел песню «Heaven Forbid» (о своей сестре). Также Джо исполнил бэк-вокал в композициях: «How to Save a Life», «Look After You» и «Trust Me».
В 2009-го года выходит одноимённый альбом группы «The Fray». Вторая композиция с альбома «Never Say Never» была, главным образом, написана Джо, с его точки зрения на будущий брак. Во втором альбоме вокала Джо стало больше. Он исполнил композиции «Ungodly Hour», бонус-трек «Uncertainty», и был на подпеве в песнях «Syndicate» и «Absolute».
В альбоме 2012 года «Scars & Stories» Кинг выступил главным вокалом в треке «Rainy Zurich».

## Вокальные данные и сочинение песен
Несмотря на то, что лирической составляющей группы руководит Слэйд, Кинг принимает активное участие в составлении текстов песен. В одном из интервью, Джо признался, что его слова к песням, в основном, связаны с опытом, полученном в группе:

«Являясь успешным, у вас гораздо больше драматургии. У меня были экстремальные взлеты в карьере и экстремальные падения в отношениях, были действительно очевидные вещи, о которых стоило написать.», — Джо Кинг.
Комментируя тексты композиций второго альбома группы, Кинг говорил:

«Действительно много больших осознаний о самих себе на этой записи. Мы пели о реальных вещах, которые мы испытали. Мне, на самом деле, не удобно говорить об этом, петь гораздо легче. Это другая сторона меня.», — Джо Кинг.

## Деятельность вне The Fray
Кинг записал трек «Undertow» совместно с Timbaland для альбома «Shock Value II». Выступил сопродюсером и соавтором «Alright With Me», которая включена в альбом «American Idol» Криса Аллена.
В апреле 2013 года, Джо, под псевдонимом «King», выпустил собственный мини-альбом «Breaking-EP».

## Личная жизнь
Первый раз Кинг женился в 19 лет. Брак вскоре распался, остались две дочки: Эйва Джулия (род. 2005) и Элиз Мэдисон (род. 2002).
В феврале 2011 года Джо начал встречаться с актрисой и певицей Кэндис Акколой. В октябре 2014 года они поженились. 15 января 2016 у пары родилась дочь Флоренс Мэй Кинг. 1 декабря 2020 года у пары родилась вторая дочь, которую назвали Джозефин Джун Кинг. В мае 2022 года стало известно что Кинг и Аккола подали на развод.